# Thelomma santessonii
Thelomma santessonii är en lavart som beskrevs av Tibell. Thelomma santessonii ingår i släktet Thelomma och familjen Physciaceae.   Inga underarter finns listade i Catalogue of Life.